# مالكوم كلارك (ملحن)
مالكوم كلارك (بالإنجليزية: Malcolm Clarke)‏ هو ملحن بريطاني، ولد في 17 يناير 1943، وتوفي في 11 ديسمبر 2003.

## وصلات خارجية
- مالكولم كلارك على موقع IMDb (الإنجليزية)
- مالكولم كلارك على موقع ميوزك برينز (الإنجليزية)